# 永井直貞
永井 直貞（ながい なおさだ、慶長3年（1598年） - 寛文8年2月26日（1668年4月7日））は、江戸時代前期の旗本。永井直勝の三男。幼名は熊之助、通称は十左衛門。豊前守。兄弟に永井尚政（長男）、永井直清（次男）、永井直重（四男、式部少輔）、柴田康長正室、土屋利直正室、淳美友之室。室は山名豊政の娘。子に永井直孟、勝早。
慶長9年（1604年）、7歳の時徳川家光が誕生後すぐに、小姓として召し出された。元和元和9年（1623年）小姓組番頭となり豊前守に叙任し、同年武蔵国埼玉郡に1,000石を賜る。寛永3年（1626年）、父の直勝が死去し、兄の尚政より遺領のうち上総国市原郡・長柄郡3300石を分与され、計4,300石の領主となる。万治元年（1658年）に直孟に家督を譲る。